# Fontinalis erecta
Fontinalis erecta là một loài Rêu trong họ Fontinalaceae. Loài này được Vill. mô tả khoa học đầu tiên năm 1807.